# Windhoek
Windhoek 'vɪnthʊk (njemački: Windhuk, izvorno ime na jeziku nama: Ai-Gams)  je glavni grad Namibije. Grad se nalazi u regiji Khomas i danas ima oko 280.000 stanovnika (48,6% čine bijelci i obojeni).

## Ime
Područje Windhoeka imalo je dva naziva lokalnog stanovništva: Ai-Gams i Otjomuise. Naziv „Ai-Gams” dao je mjestu narod Nama, dok su naziv „Otjomuise” koristili pripadnici naroda Herero. Oba se naziva više-manje odnose na vruće izvore vode u tom području.
O nastanku imena „Windhoek” postoji više teorija. Najprihvaćenija je ona koja govori da je ime spoj nizozemskih (afrikaans) riječi Wind (vjetar) i Hoek (kut), te je time doslovni prijovod imena grada „kut vjetra”. Prema drugoj teoriji Afrikaneri su nazvali grad prema planinama Winterhoek u Južnoj Africi, gdje su stvorena prva afrikanerska naselja.

## Povijest
Sredinom 1800-ih blizu jednog od toplih izvora na tom području (današnja četvrt Klein-Windhoek) doselio se Jan Jonker Afrikaner, što se smatra početkom modernog naselja. Afrikaneri su u Windhoek izgradili kamenu crkvu za 500 ljudi koje je korištena i kao škola. 1840-ih ovdje su s radom počeli misionari Hugo Hahn i Heinrich Kleinschmidt, a kasnije su ih naslijedili metodisti. U to vrijeme grad se počeo razvijati, ali je ubrzo uništen u ratu između naroda Nama i Herero. Dugo vremena nakon toga grad je bio napušten.
Godine 1878., Britanci anektiraju Walvis Bay, ali ne proširuju svoj utjecaj u unutrašnjost zemlje. Na zahtjev trgovaca iz Lüderitzbuchta 1884., proglašen je protektorat Njemačka Jugozapadna Afrika. U koloniju su poslane carske zaštitne snage (Schutztruppe) pod vodstvom Curta von Françoisa. Njegov vojni garnizon nalazio se u Windhoeku koji je bio tampon područje između naroda Nama i Herero. Izvori u tom području opskrbljivali su garnizon vodom potrebnom za uzgajanje hrane.
Službenim osnivanjem današnjeg Windhoeka smatra se 18. listopada 1890., kada je Von François postavio kamen temeljac tvrđave (današnja Alte Feste). Idućih godina grad se razvijao sporo s gradnjom samo najvažnijih javnih i privatnih zgrada. U Klein-Windhoeku zemljišta su dodijeljena naseljenicima koji su ondje počeli uzgajati hranu.
Nakon 1907., razvoj grada se ubrzava zbog doseljavanja stanovništva sa sela te izvan zemlje. U ovom razdoblju dolazi i veliki broj europskih doseljenika iz Njemačke i Južne Afrike. Tijekom prvog svjetskog rata koloniju zauzimaju južnoafričke snage u ime Britanskog imperija. 
Tako 1915. dolazi kraj njemačkoj kolonijalnoj vladavini. Idućih pet godina Jugozapadnom Afrikom je upravljala vojna vlada. U tom razdolju dolazi do zaostajanja u razvoju i grada i zemlje. Tek nakon drugog svjetskog rata dolazi do intenzivnijeg razvoja grada. Nakon 1955., počinju radovi na velikim javnim projektima, te su u tom razdoblju izgrađene nove škole i bolnice, ceste i vodovod.
Stjecanjem nezavisnosti Namibije od južnoafričke uprave 1990., grad se počinje ubrzano razvijati. Windhoek je tada postao glavni grad nove države. Danas se Windhoek smatra jednim od najčišćih glavnih gradova na afričkom kontinentu.

## Klima
Windhoek se nalazi u polupustinjskom klimatskom području s vrlo vrućim ljetnim danima i hladnim noćima. Prosječna godišnja temperatura je 19,47°C, što je vrlo toplo za mjesto na toj nadmorskoj visini. To je većinom zbog utjecaja toplih zračnih struja i planina na jugu, koje štite grad od hladnih južnih vjetrova.
U zimskim mjesecima (lipanj, srpanj i kolovoz) padaline su vrlo rijetke. Temperatura rijetko pada ispod 0°C, a snijeg skoro nikada ne pada.
Zbog vrlo rijetkih padalina (godišnje oko 360 mm) vrlo su česta navodnjavanja površina. Suše su vrlo česte, a ciklus suhih i vlažnih godina izmjenjuje se svakih desetak godina.
| Najviše i najniže temp. po mjesecima |      |       |      |      |      |      |      |      |      |      |      |      |
| Mj.                                  | Sij. | Velj. | Ožu. | Tra. | Svi. | Lip. | Srp. | Kol. | Ruj. | Lis. | Stu. | Pro. |
| Najviša pros. temp. (°C)             | 31   | 29    | 28   | 26   | 23   | 21   | 21   | 24   | 27   | 29   | 30   | 31   |
| Najniža pros. temp. (°C)             | 18   | 17    | 16   | 13   | 9    | 7    | 7    | 9    | 12   | 15   | 16   | 17   |
| Padaline (mm)                        | 78   | 80    | 79   | 38   | 7    | 1    | 1    | 1    | 3    | 12   | 27   | 42   |

## Uprava
Gradom upravlja gradsko vijeće koje se sastoji od 15 vijećnika među kojima se nalaze i predsjednik vijeća, te gradonačelnik.
Gradske četvrti Windhoeka su:
| - gradsko središte (Central) - Academia - Dorado Park - Eros - Eros Park - Hochland Park - Katutura - Klein-Windhoek - Khomasdal - Olympia - Pioneers Park - Suiderhof - Windhoek-North - Windhoek-West - Kleine Kuppe - Cimbebasia - Auas Blick - Luxushügel - Avis - Ludwigsdorf - Prosperita - Južno industrijsko područje - Tauben Glen - Rocky Crest - Sjeverno industrijsko područje - Industrijsko područje Lafrenz - Goreangab - Wanaheda - Hakahana - Otjomuise |

## Gospodarstvo
Windhoek je najveće gospodarsko središte zemlje. Skoro sva poduzeća u Namibiji ovdje imaju svoja sjedišta. Unatoč tome što ne čine veliki udio u stanovništvu, veliki broj poduzeća nalazi se u njemačkom vlasništvu.
Veliku ulogu u gospodarstvu igraju i južnoafrička poduzeća, jer je namibijsko gospodarstvo povijesno vrlo vezano uz južnoafričko.

## Promet
Godine 1928., asfaltirana je prva ulica u gradu. To je bila Kaiserstraße (današnja Independence Avenue). Tek nakon nekoliko godina počele su se asfaltirati i druge ulice. Tri glavna ulaza u grad su iz smjerova gradova Rehobotha, Gobabisa i Okahandje. Ceste su napravljene tako da mogu izdržati velike poplave koje se očekuju.

### Zračni promet
U Windhoeku postoje dvije zračne luke: Zračna luka Eros, namijenjena manjem letjelicama, te Zračna luka Windhoek (Windhoek Hosea Kutako International Airport) namijenjena međunarodnim letovima. Ova luka prima oko 400.000 putnika godišnje.

### Željeznički promet
Grad je željezničko središte u kojem se spajaju tri pruge. To su pruge prema gradovima Okahandja (sjever), Rehoboth (jug) i Gobabis (istok.)

## Zbratimljeni gradovi
- Lephalale
- Wetzlar
- Trossingen u Baden-Württembergu (1997.)
- Berlin (2000.)
- Havana (2001.)
- Harare
- Richmond, Virginia
- Bremen (2001.)
- Šangaj

## Vanjske poveznice
- Službena stranica grada Windhoek - Windhuk  Arhivirana inačica izvorne stranice od 19. studenoga 2020. (Wayback Machine)
- Die Republikein, namibijske novine na afrikaansu
- Allgemeine Zeitung Namibias, namibijske novine na njemačkom
- The Namibian, namibijske novine na engleskom

## Poznate osobe
- Wilko Risser, sportaš
- Lesedi Sheya Jacobs, tenisačica